# Heinrich von Einsiedel
Le comte Heinrich von Einsiedel, né le 26 juillet 1921 et mort le 18 juillet 2007, est un journaliste et homme politique allemand qui fut pilote de chasseur pendant la Seconde Guerre mondiale et participa à la Bataille d'Angleterre. Il combattit également sur le Front de l'Est. Abattu en Union soviétique, il est fait prisonnier. Il est l'arrière-petit-fils du chancelier Bismarck. Il faisait partie du comité national pour une Allemagne libre (NKFD) inspiré par les communistes.

## Biographie
Heinrich von Einsiedel est  officier aviateur lorsqu'il est fait prisonnier par les russes durant le siège de Stalingrad.  Avec d'autres officiers faits prisonniers à Stalingrad, il forme le Comité national de l'Allemagne libre qui fait de la propagande contre l'hitlérisme. Il rentre  en Allemagne en 1947. Sa confiance dans le communisme s'émousse et il quitte la zone allemande russe pour l'Allemagne occidentale. Il écrit alors le journal d'une tentation. 

## Publications
Journal d'une Tentation, traduit de l'allemand par Denise Nast, Paris, 1952, Julliard, 324 p.
[en] Stalingrad: Memories and Reassessments, [co-auteur Joachim Wieder] Cassell, 2002, 320 p.